# Herrlisheim
Herrlisheim é uma comuna francesa na região administrativa de Grande Leste, no departamento Baixo Reno. Estende-se por uma área de 14,36 km². Em 2010 a comuna tinha 4 870 habitantes (densidade: 339,1 hab./km²).